# Afrikaanse havikarend
De Afrikaanse havikarend (Aquila spilogaster synoniem:Hieraaetus spilogaster) is een grote roofvogel die zoals alle arenden behoort tot de familie van de havikachtigen (Accipitridae).

## Uiterlijke kenmerken
In vergelijking tot anderen arenden is deze vrij klein, 55-65 cm lang, de spanwijdte is 130 tot 160 cm. Deze arend is gemiddeld 8 cm langer dan de Europese buizerd. De rug van deze vogel is het eerste jaar bruin van kleur, maar zal in het 2de jaar veranderen naar zwartbruin. De borsttekening komt sterk overeen met die van de juveniele Europese havik. De handpennen zijn overwegend wit en met zwarte uiteinden. De armpennen zijn wit-zwart gestreept en eindigen zwart. De grote dekveren aan de onderzijde van de vleugel zijn overwegend crèmekleurig tot wit van kleur. Het vliegbeeld van de volwassen vogel is daardoor zeer karakteristiek: met een zwarte eindrand, een brede witte band en een donkere bovenkant in combinatie met een staart met een brede, donkerbruine eindband. Mannetjes wegen 1,2 tot 1,3 kg en vrouwtjes 1,9 tot 2,0 kg. De roep wordt beschreven als een schril kluu-kluu-kluu.

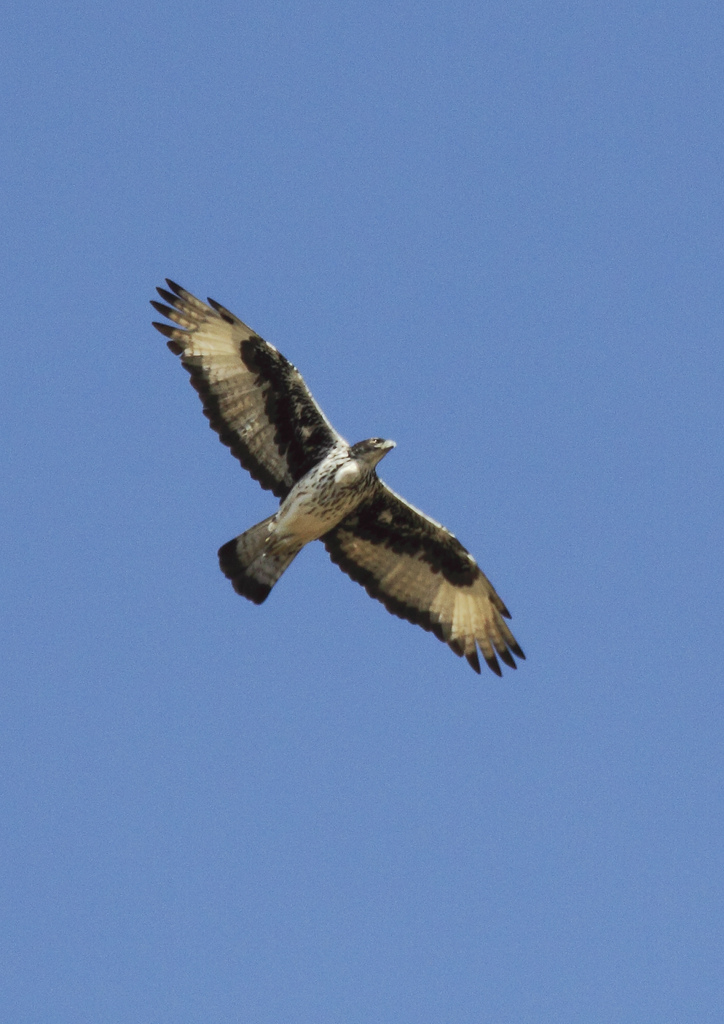
Vliegbeeld van de Afrikaanse havikarend

## Verspreiding en leefgebied
De Afrikaanse havikarend komt in Afrika voor ten zuiden van de Sahara. Het is een vogel die zich thuis voelt in bebost heuvellandschap. Hier wordt een nest gebouwd in de vork van een grote boom. Het nest heeft een diameter van bijna 1 meter. Het legsel bestaat uit 1 tot 2 eieren afhankelijk van het aantal prooidieren in de directe omgeving.
De Afrikaanse havikarend jaagt voornamelijk op kleine zoogdieren, reptielen en vogels ter grootte van een fazant.

## Status
De Afrikaanse havikarend heeft een groot verspreidingsgebied en daardoor is de kans op de status kwetsbaar (voor uitsterven) gering. De grootte van de populatie is niet gekwantificeerd. Deze arend gaat in aantal achteruit. Echter, het tempo ligt onder de 30% in tien jaar (minder dan 3,5% per jaar). Om deze redenen staat deze havikarend als niet bedreigd op de Rode Lijst van de IUCN.

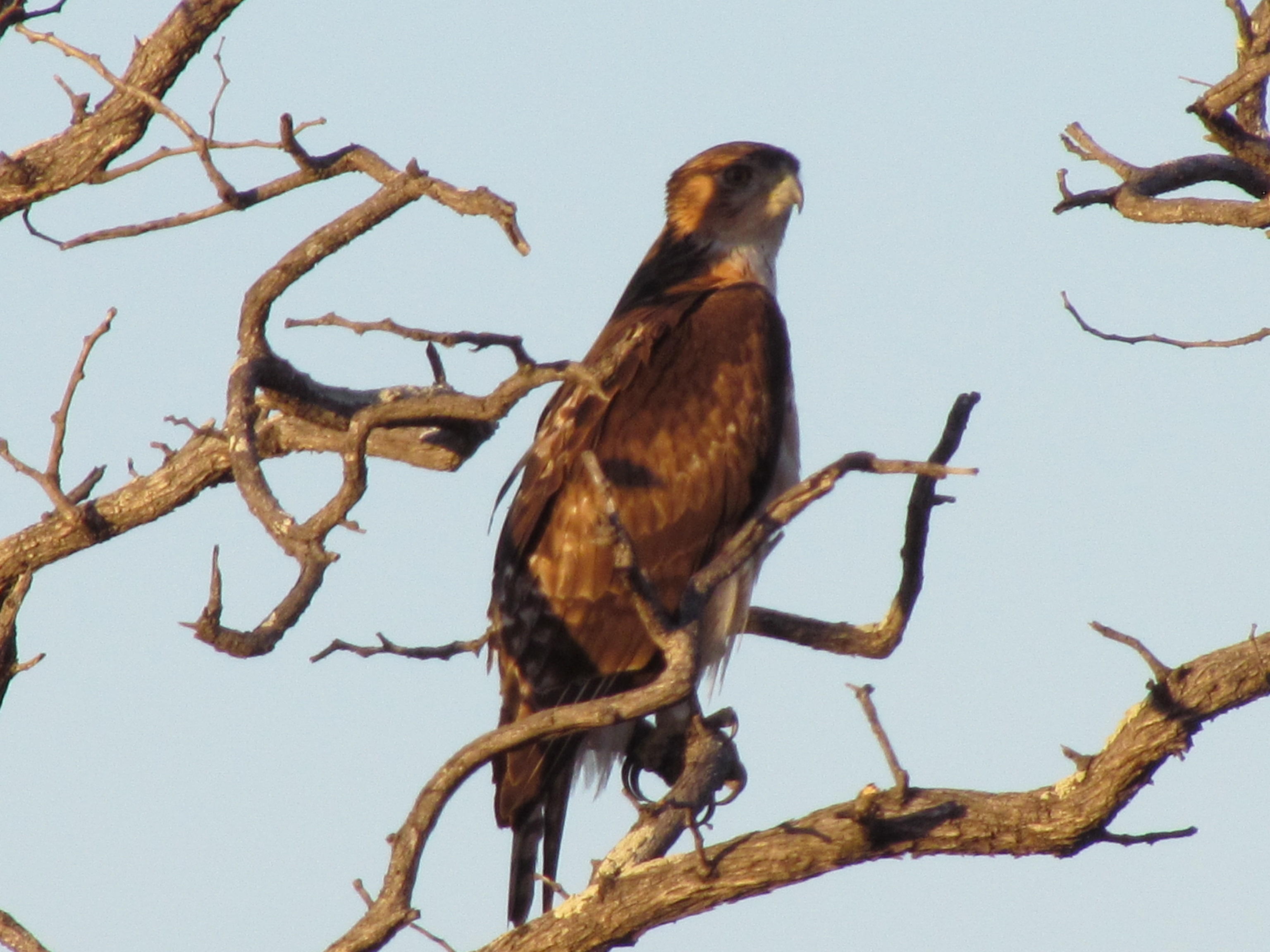
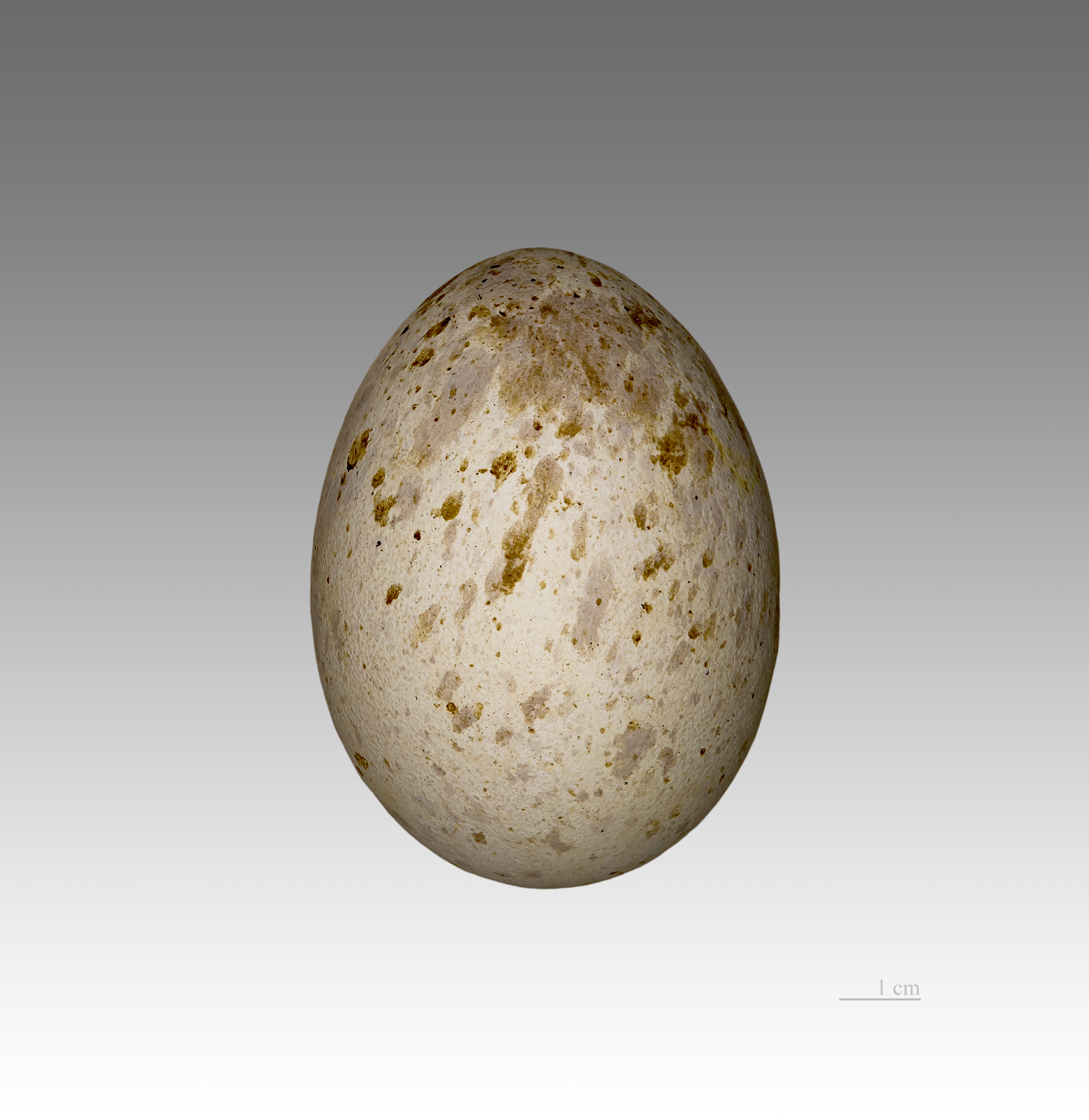
Ei van de Afrikaanse havikarend